# 大红桥
大红桥坐落于中国天津市红桥区红桥北大街，是海河主要支流子牙河上的一座桥梁建筑，始建于清光绪十三年（1887年），现存桥梁建于1937年，为天津市历史上较早的钢桥，也是天津市红桥区的名称由来和标志性建筑。目前，大红桥作为红桥区内现存的唯一铁桥，也是天津市仅存的三座开启式铁桥之一，现已列为天津市文物保护单位。

## 建筑
大红桥目前位于红桥区红桥北大街，桥两侧为子牙河北路与子牙河南路。桥长80.74米，宽12.66米，其中，车行道宽为5.5米，非机动车道宽各1.58米，两侧人行道各宽1米。大红桥还设有三孔，这三孔的跨径长度分别为12.75米、57.37米和7.12米。其中，大红桥的主跨为系杆拱钢结构，长12.75米的右孔为人力启闭单叶立转式开启跨，目前已不能启闭。大红桥两侧的桥栏杆之间各安装有59块铁板，桥头上原设有的四个雕塑灯，只剩两个雕塑灯还比较完整，其余两个雕塑灯只保留了一小部分，目前都已失去照明功能。大红桥下面设有钢筋混凝土的墩台，其基桩为美国松木桩，目前，大红桥的限载重量为10吨。

## 历史
大红桥建成之前，在其东侧设有一座木质拱桥。清光绪八年（1882年），时任直隶总督的李鸿章决定在子牙河和北运河交汇处建设一座钢桥。清光绪十三年（1887年），位于当时的大红桥坐落于北运河和子牙河汇合之处的钢桥建成，当时的大红桥为单孔拱式结构桥梁，桥身由四根拱肋组成空腹式拱架，两岸的桥台用条石砌筑而成，桥身长40余米，跨径约50米，因形状像彩虹，故称为“虹桥”，后来民间俗称“大红桥”。1924年，大红桥被大洪水冲垮护岸和桥台导致桥身钢架全部沉入水中，后来为了连接子牙河两岸的交通，当地居民在原址建设了一座浮桥。1933年，李吟秋主持修建新桥，工程技术人员在加固护岸的同时还加大孔径使桥长增加约20余米。1937年，新的大红桥在老大红桥西边约1里处建成，当时又称“西河桥”，新桥由李吟秋主持设计，英国米德尔斯布勒多曼朗公司（Dorman Long & Co.Ld Middlesbrough）承建，桥宽12余米，为3孔铁桥。1964年，天津市人民政府曾经对大红桥进行大修并将平衡坨拆除。20世纪80年代，天津市人民政府在大红桥东侧，老大红桥位置附近建成新红桥。